# Baghramyan, Ararat
Baghramyan là một đô thị thuộc tỉnh Ararat, Armenia. Dân số ước tính năm 2011 là 1951 người.